# Ma Mère Spéciale
Ma Mère Spéciale is een Belgisch bier.
Het bier wordt gebrouwen door Brouwerij De Leite te Ruddervoorde.
Het etiket van het bier is van de hand Pieter Vermeersch.
Ma Mère Spéciale is een blond bier van hoge gisting met een alcoholpercentage van 6%. De naam verwijst naar “amère”, Frans voor bitter. Het is dan ook een zeer bitter bier. Dit bier werd gelanceerd begin 2011.